# Fødselsdepression
Fødselsdepression er en depression som opstår inden et år efter en kvinde har født eller ven mand er blevet far. Tilstanden forekommer hos 7-8% blandt fædre og 10-12% blandt mødre. En fødselsdepression kan have indvirkning på relationen mellem den deprimerede forældre og barnet, på forældrenes parforhold og på barnets mentale udvikling . Symptomer der kan vise sig, kan blandt mange andre være følelsesmæssig labilitet, gråd, udmattelse, skyld og et forstyrret søvn mønster, forandrede reaktioner .
Ved mistanke om fødselsdepression er det vigtigt at søge professionel hjælp. Sundhedsplejen og egen læge kan kontaktes, sidst nævnte for en vurdering og eventuelt henvisning til behandling. Fødselsdepression kan behandles. Behandling af fødselsdepression kan være medicinsk behandling og samtaleterapi. Behandlingen vil i samtaleterapi ofte foregå med fokus på to områder den deprimeredes relation til sit barn og relation til egne forældre
En fødselsdepression er som psykologisk fænomen udfordrende at diagnosticere. Edinburg Postnatal Depression Scale har hidtil vist de bedste resultater i relation til at opspore fødselsdepression  og anvendes i dag af de danske sundhedsplejersker nogle uger efter fødslen. Iflg. Svend Åage Madsen kan dette ved screening af mænd, med fordel suppleres med spørgsmål fra the Gotland Male Depression Scaleog enkelte spørgsmål fra The Masculine Depression Scale og spørgsmål udformet i Rigshospitalets Fædreforskningsprogram
Fødselsdepression præsenterer sig i noget omfang forskelligt hos mænd og kvinder Der findes omfattende oplysning og viden om fødselsdepression. Herunder artikler specifikt omhandlende fødselsdepression hos mænd, kvinder og viden for pårørende.